# Anna (Valencia)
Anna ist eine spanische Gemeinde mit 2.595 Einwohnern (Stand: 2024) in der Comarca Canal de Navarrés im Südwesten der Provinz Valencia.

## Geographie
Anna liegt etwa 65 Kilometer südsüdwestlich von Valencia in einer Höhe von ca. 195 m.

## Demografie
| 1900 | 1930 | 1950 | 1970 | 1981 | 1991 | 2001 | 2011 | 2021 |
| ---- | ---- | ---- | ---- | ---- | ---- | ---- | ---- | ---- |
| 2111 | 2227 | 2634 | 2426 | 2548 | 2666 | 2677 | 2749 | 2627 |

## Sehenswürdigkeiten
- Kirche der unbefleckten Empfängnis (Iglesia de la Inmaculada Concepción)
- Christuskapelle
- Herrenhaus der Grafen von Cervellon

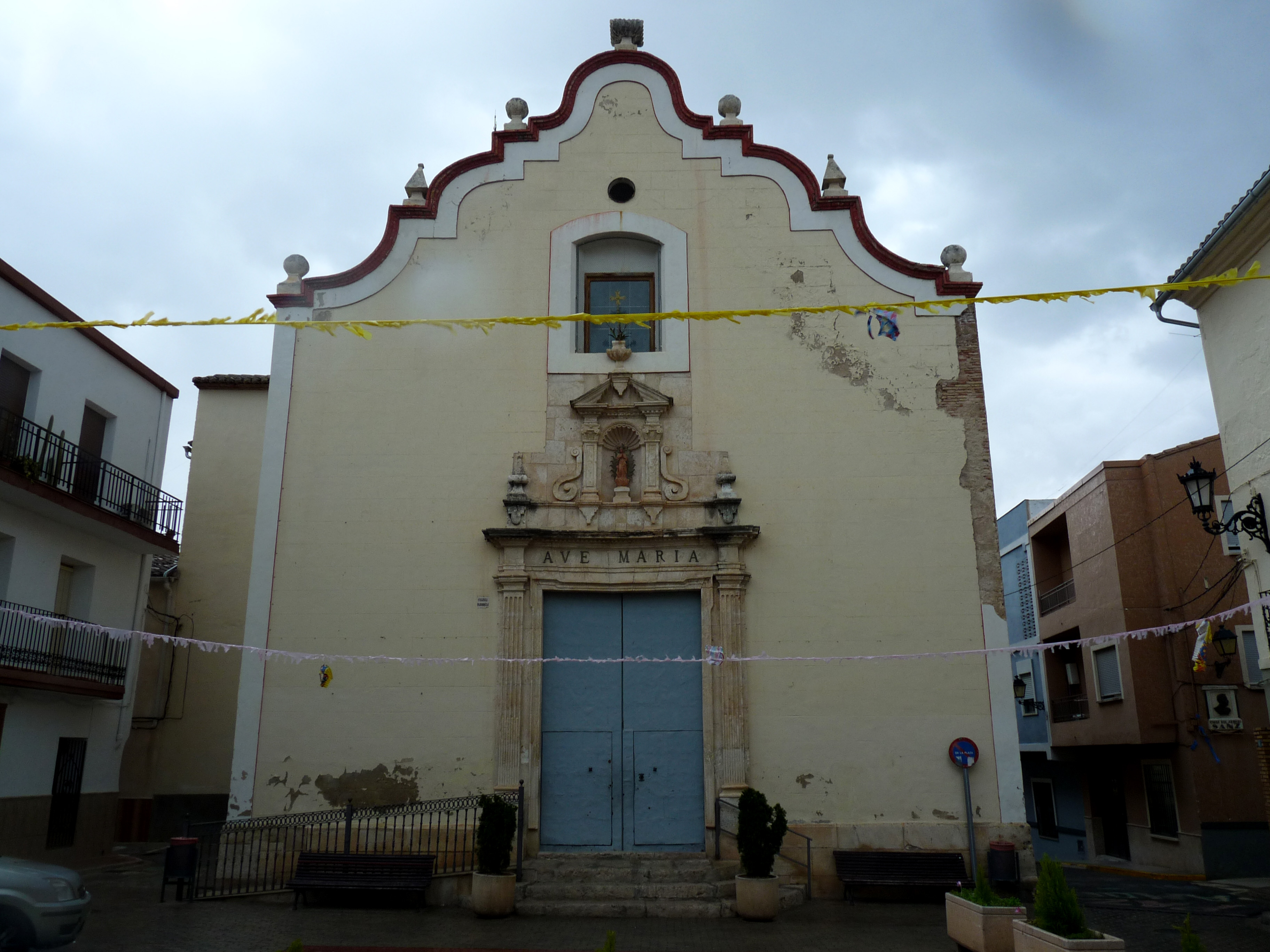
Kirche der Unbefleckten Empfängnis
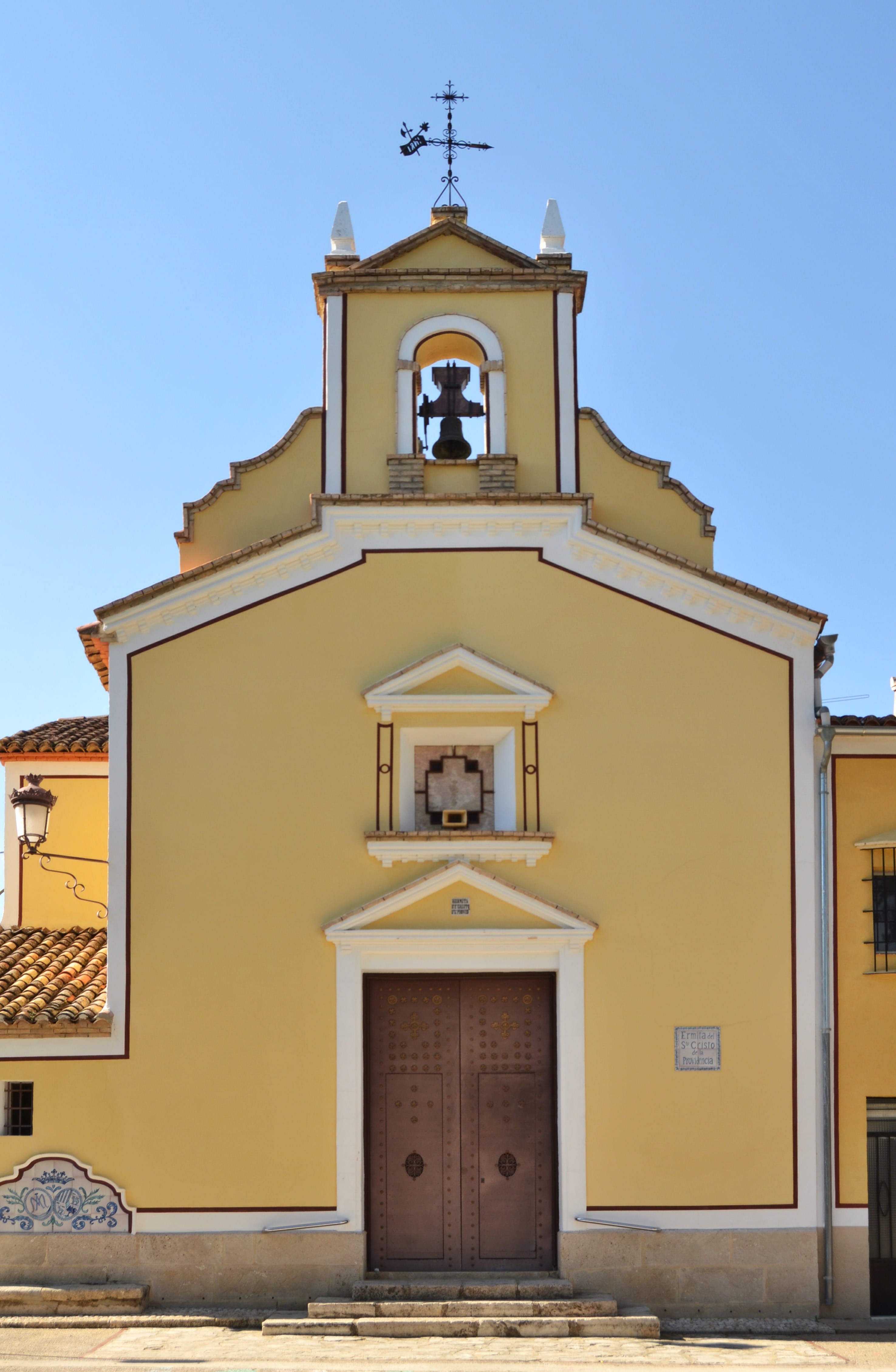
Christuskapelle
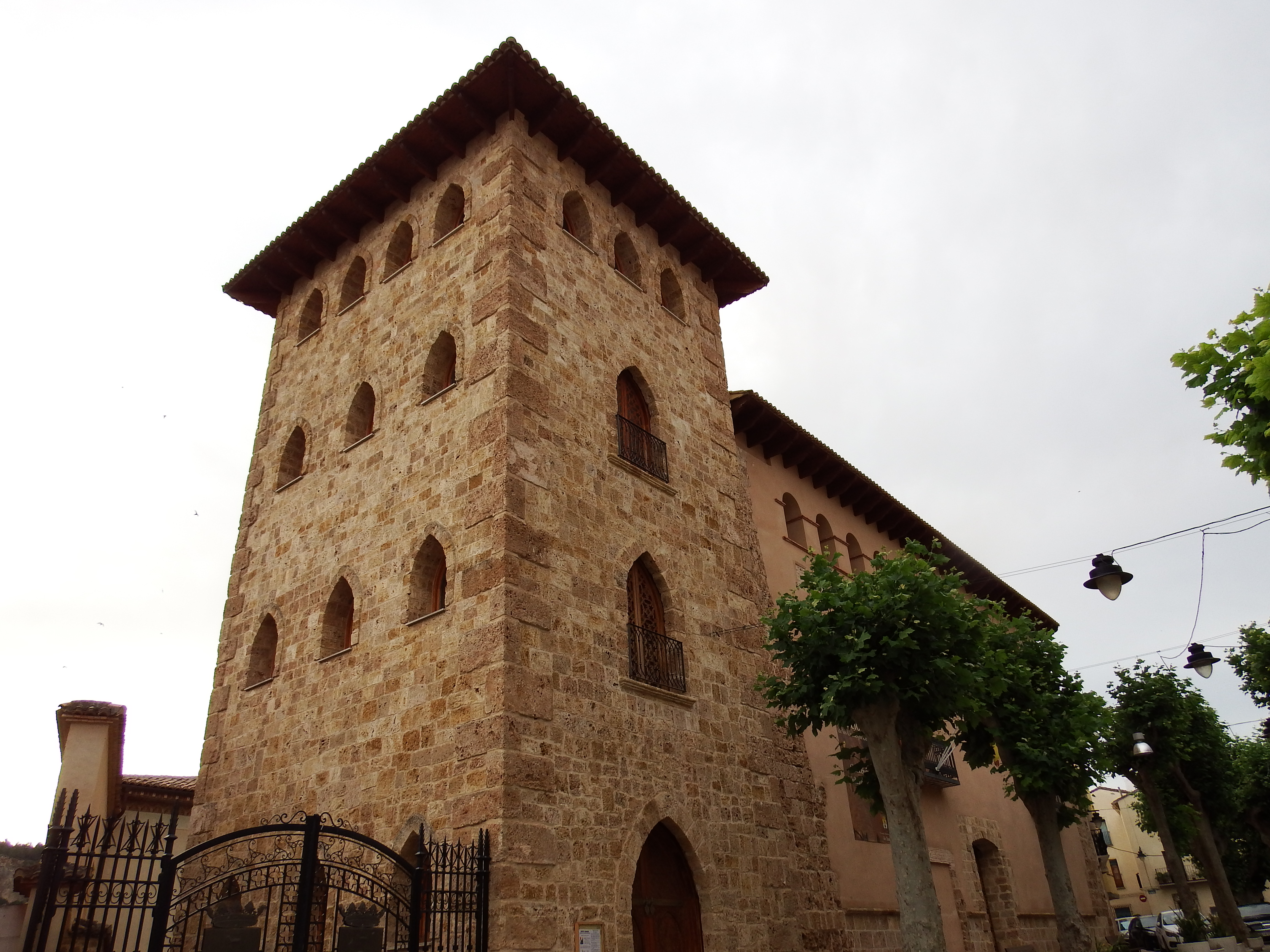
Herrenhaus
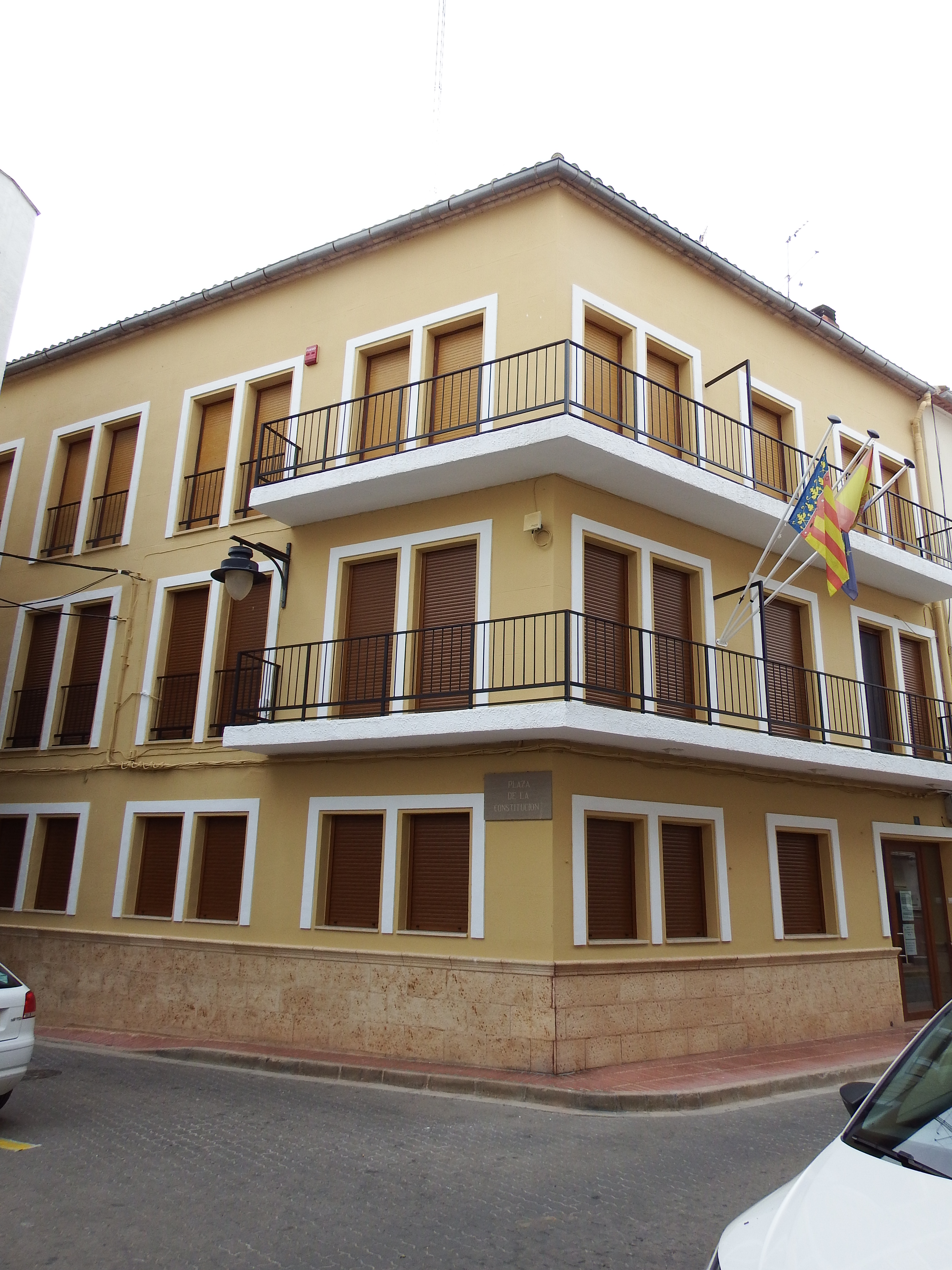
Rathaus

## Persönlichkeiten
- Joaquín García de Antonio (1710–1779), Komponist
- Quique Hernández (* 1958), bürgerlich: Enrique "Quique" Hernández Martí, Fußballtrainer

## Gemeindepartnerschaft
Mit der französischen Gemeinde Notre-Dame-d’Oé im Département Indre-et-Loire (Région Centre-Val de Loire) bestehen freundschaftliche Beziehungen.